# مقاطعة هيتشكوك (نبراسكا)
مقاطعة هيتشكوك (بالإنجليزية: Hitchcock County)‏ هي إحدى مقاطعات ولاية نبراسكا في الولايات المتحدة الأمريكية.